# Milivoje Božović
Milivoje Božović (in montenegrino Миливоје Божовић; Nikšić, 15 dicembre 1985) è un cestista montenegrino con cittadinanza serba.

## Palmarès
- Coppa di Bosnia ed Erzegovina: 1

Bosna: 2024